# Condado de Leslie
O Condado de Leslie é um dos 120 condados do Estado americano de Kentucky. A sede do condado é Hyden, e sua maior cidade é Hyden. O condado possui uma área de 1 047 km² (dos quais 1 km² estão cobertos por água), uma população de 12 401 habitantes, e uma densidade populacional de 12 hab/km² (segundo o censo nacional de 2000). O condado foi fundado em 1878. O condado proíbe a venda de bebidas alcoólicas.

## Demografia
Segundo o censo americano de 2000, o Condado de Leslie possui 12 401 habitantes, 4 885 residências ocupadas e 3 668 famílias. A densidade populacional do condado é de 12 hab/km². O condado possui no total 5 502 residências, que resultam em uma densidade de 5 residências/km². 99,15% da população do condado são brancos, 0,12% são asiáticos, 0,09% são nativos americanos, 0,07% são afro-americanos, 0,02% são nativos polinésios, 0,05% são de outras raças e 0,5% são descendentes de duas ou mais raças. 0,62% da população do condado são hispânicos de qualquer raça.
Existem no condado 4 885 residências ocupadas, dos quais 35,5% abrigam pessoas com menos de 18 anos de idade, 58,3% abrigam um casal, 12,9% são famílias com uma mulher sem marido presente como chefe de família, e 24,9% não são famílias. 22,4% de todas as residências ocupadas são habitadas por apenas uma pessoa, e 8,7% das residências ocupadas no condado são habitadas por uma única pessoa com 65 anos ou mais de idade. Em média, cada residência ocupada possui 2,52 pessoas e cada família é composta por 2,94 membros.
24,6% da população do condado possui menos de 18 anos de idade, 9,2% possuem entre 18 e 24 anos de idade, 30,9% possuem entre 25 e 44 anos de idade, 23,9% possuem entre 45 e 64 anos de idade, e 11,5% possuem 65 anos de idade ou mais. A idade média da população do condado é de 36 anos. Para cada 100 pessoas do sexo feminino existem 95,1 pessoas do sexo masculino. Para cada 100 pessoas do sexo feminino com 18 anos ou mais de idade existem 91,2 pessoas do sexo masculino.
A renda média anual de uma residência ocupada é de 18 546 dólares, e a renda média anual de uma família é de 22 225 dólares. Pessoas do sexo masculino possuem uma renda média anual de 28 708 dólares, e pessoas do sexo feminino, 18 080 dólares. A renda per capita do condado é de 10 429 dólares. 30,2% da população do condado e 32,7% das famílias do condado vivem abaixo da linha de pobreza. 38,8% das pessoas com 17 anos ou menos de idade e 27% das pessoas com 65 anos ou mais de idade estão vivendo abaixo da linha de pobreza.